# Saint-Benoist-sur-Vanne
 Saint-Benoist-sur-Vanne  es una población y comuna francesa, en la región de Champaña-Ardenas, departamento de Aube, en el distrito de Troyes y cantón de Aix-en-Othe.

## Demografía
| 236 | 244 | 235 | 230 | 198 | 214 |
| Para los censos de 1962 a 1999 la población legal corresponde a la población sin duplicidades (Fuente: INSEE [Consultar]) |     |     |     |     |     |